# Stockbridge (condado de Calumet, Wisconsin)
Stockbridge es un pueblo ubicado en el condado de Calumet en el estado estadounidense de Wisconsin. En el Censo de 2010 tenía una población de 1.456 habitantes y una densidad poblacional de 8,4 personas por km².

## Geografía
Stockbridge se encuentra ubicado en las coordenadas 44°2′8″N 88°19′15″O / 44.03556, -88.32083. Según la Oficina del Censo de los Estados Unidos, Stockbridge tiene una superficie total de 173.43 km², de la cual 86.98 km² corresponden a tierra firme y (49.84%) 86.44 km² es agua.

## Demografía
Según el censo de 2010, había 1.456 personas residiendo en Stockbridge. La densidad de población era de 8,4 hab./km². De los 1.456 habitantes, Stockbridge estaba compuesto por el 98.15% blancos, el 0.07% eran afroamericanos, el 0.14% eran amerindios, el 0.07% eran asiáticos, el 0% eran isleños del Pacífico, el 0.27% eran de otras razas y el 1.3% pertenecían a dos o más razas. Del total de la población el 0.89% eran hispanos o latinos de cualquier raza.